# Gumshoe
Gumshoe is een computerspel voor het platform Nintendo Entertainment System. Het spel werd uitgebracht in 1986. Het spel is een zijwaartscrollend platformspel waarbij een lichtpistool gebruikt kan worden.